# Коритниця (Сташовський повіт)
Коритниця (пол. Korytnica) — село в Польщі, у гміні Шидлув Сташовського повіту Свентокшиського воєводства.
Населення — 244 особи (2011).
У 1975-1998 роках село належало до Келецького воєводства.

## Демографія
Демографічна структура на день 31 березня 2011 року:
|          | Загалом | Допрацездатний вік | Працездатний вік | Постпрацездатний вік |
| -------- | ------- | ------------------ | ---------------- | -------------------- |
| Чоловіки | 121     | 17                 | 90               | 14                   |
| Жінки    | 123     | 14                 | 75               | 34                   |
| Разом    | 244     | 31                 | 165              | 48                   |